# Liga Santafesina de Football 1923
La Liga Santafesina de Football 1923 fue la primera edición del torneo de primera división de la recientemente fundada liga debido a la unión de la Federación Santafesina de Football y la Liga de Disidentes naciendo así Liga Santafesina. Participaron nueve equipos, siendo campeón el Club Atlético Colón. El torneo contó con la particularidad de que Unión y Colón terminaron ocupando la primera posición ambos haciendo que se dispura un partido de desempate el 6 de enero de 1924.

## Tabla de posiciones
| Pos. | Equipo           | Pts. | PJ | PG | PE | PP | GF | GC | Dif. |
| ---- | ---------------- | ---- | -- | -- | -- | -- | -- | -- | ---- |
| 1.º  | Colón            | 29   | 16 | 14 | 1  | 1  | 0  | 0  | 0    |
| 1.º  | Unión            | 29   | 16 | 14 | 1  | 1  | 0  | 0  | 0    |
| 3.º  | Instituto        | 17   | 16 | 7  | 3  | 6  | 0  | 0  | 0    |
| 4.º  | Saravia          | 17   | 16 | 6  | 5  | 5  | 0  | 0  | 0    |
| 5.º  | F. C. S. F.      | 17   | 16 | 6  | 5  | 5  | 0  | 0  | 0    |
| 6.º  | Brown            | 12   | 16 | 4  | 4  | 8  | 0  | 0  | 0    |
| 7.º  | Sportman         | 8    | 16 | 2  | 4  | 10 | 0  | 0  | 0    |
| 8.º  | Central Santa Fe | 8    | 16 | 3  | 2  | 11 | 0  | 0  | 0    |
| 9.º  | 9 de Julio       | 7    | 16 | 2  | 3  | 11 | 0  | 0  | 0    |

## Desempate

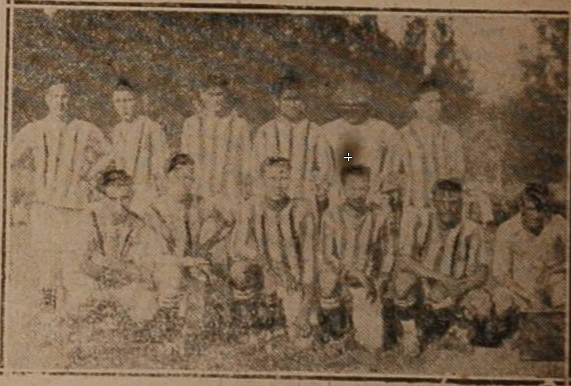
Unión subcampeón 1923 que perdió la final frente a Colón

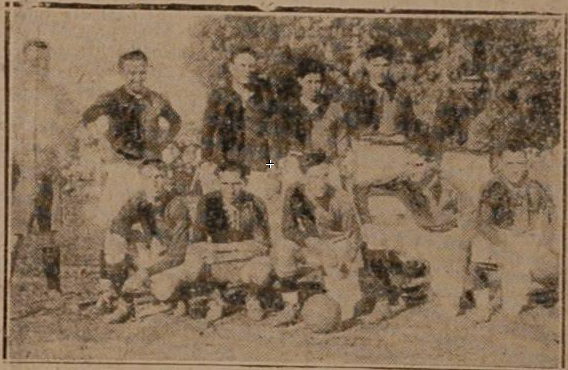
Colón campeón 1923 que le ganó la final a su clásico rival Unión

El 6 de enero de 1924 en el estadio del Club Sportman, se disputará el partido de desempate ya que tanto los Sabaleros como los Tatengues terminaron el torneo con igualdad de puntos. Además ya se habían enfrentado estos, en la primera rueda con triunfo 3 a 1 de Colón y 3 a 0 de Unión en la vuelta durante el año 1923. sin embargo jugarían un desempate para definir el título, el cual fue victorioso el conjunto rojinegro por 2 a 1 con goles de Juan de Juan x2 y Francisco Valiente. 
Preliminar
Antes del partido se jugó un preliminar donde se enfrentaron las divisiones intermedias de Nacional e Instituto C. N. A. Ganando Nacional por el mínimo gol. 
Transcurso del partido
El partido empezaría después de que los clásico rivales salgan al campo de juego a las 17:10 donde el árbitro E. García realizó el sorteo dando por ganador a Francisco Valiente haciendo que el puntapié inicial lo de Tomás Loyarte, a los 6 minutos de juego Unión se pondría en ventaja tras una contra de un córner mal ejecutado por Goméz el contragolpe fue comandado por Beltramini que le dio la pelota a Valiente que sacó un disparo que batió al arquero colonista, poco minutos después Colón empataron el encuentro tras un centro de Loyarte que se desvió en Ortíz y que Juan de Juan que venía a la carrera disparó y dio el empate colonista el primer tiempo terminaría empatado dando inicio al segundo tiempo donde a los 33 minutos con una jugada de Loyarte que terminaría con una pase a Juan de Juan que ejecutaría un disparo que le dio el gol a Colón esto provocó que varios fanáticos de Colón entrarán al campo de juego a celebrar y el partido fuera demorado, el partido volvió con normalidad a los 38' pero pese a los esfuerzos unionistas el partido terminaría 2 a 1 siendo es el sexto título de Colón en su historia.
| POR | José María Peitado |  |
| DEF | Samuel Mehaudy     |  |
| DEF | José Ortiz         |  |
| MED | Ángel Napoleoni    |  |
| MED | Vicente Osuna      |  |
| MED | Julio Ambrosini    |  |
| DEL | Jeremías Yaconissi |  |
| DEL | Guido Nardi        |  |
| DEL | Francisco Valiente |  |
| DEL | Domingo Beltramini |  |
| DEL | Julio Mir          |  |

| POR | Jerónimo Ramírez   |  |
| DEF | Roberto Casabianca |  |
| DEF | Eulalio Goméz      |  |
| MED | Sebastián Goméz    |  |
| MED | Juan Pedro Coronel |  |
| MED | Leopoldo Mendoza   |  |
| DEL | Víctor Batistela   |  |
| DEL | Juan de Juan       |  |
| DEL | Tomás Loyarte      |  |
| DEL | Albino Martínez    |  |
| DEL | Pascual Loyarte    |  |

| Anotado | 6' | Valiente | 1-0 |

| Anotado | 8'  | Juan de Juan | 1-1 |
| Anotado | 79' | Juan de Juan | 1-2 |

| Árbitro | Ernesto García |

| POR | José María Peitado |  |
| DEF | Samuel Mehaudy     |  |
| DEF | José Ortiz         |  |
| MED | Ángel Napoleoni    |  |
| MED | Vicente Osuna      |  |
| MED | Julio Ambrosini    |  |
| DEL | Jeremías Yaconissi |  |
| DEL | Guido Nardi        |  |
| DEL | Francisco Valiente |  |
| DEL | Domingo Beltramini |  |
| DEL | Julio Mir          |  |

| POR | Jerónimo Ramírez   |  |
| DEF | Roberto Casabianca |  |
| DEF | Eulalio Goméz      |  |
| MED | Sebastián Goméz    |  |
| MED | Juan Pedro Coronel |  |
| MED | Leopoldo Mendoza   |  |
| DEL | Víctor Batistela   |  |
| DEL | Juan de Juan       |  |
| DEL | Tomás Loyarte      |  |
| DEL | Albino Martínez    |  |
| DEL | Pascual Loyarte    |  |

| Anotado | 6' | Valiente | 1-0 |

| Anotado | 8'  | Juan de Juan | 1-1 |
| Anotado | 79' | Juan de Juan | 1-2 |

| Árbitro | Ernesto García |